# Port Blair
Port Blair (seit 2024 Sri Vijaya Puram) ist die größte Stadt auf den Andamaneninseln und die Hauptstadt des indischen Unionsterritoriums Andamanen und Nikobaren. Sie befindet sich an der Ostküste von South Andaman Island mit einem bedeutenden Fähr- und Seehafen. Port Blair hat rund 108.000 Einwohner (Volkszählung 2011).

## Stadtgliederung
Port Blair gliedert sich in folgende Stadtteile:
Aberdeen, Austinabad, Buniyadabad, Dudhline, Haddo, Junglighat, Lamba Line, Minnie Bay, Nayagaon, Pahargaon, Phoenix Bay, Shadipur und South Point.

## Geschichte
Der Ort wurde nach Archibald Blair von der British East India Company benannt, der 1789 in der Gegend des späteren Port Blair eine Kolonie mit dem Namen Port Cornwallis gründete, benannt nach dem damaligen Generalgouverneur der British East India Company, Lord Cornwallis. Im Dezember 1790 wurde der Ort verlegt. 1796 wurde die Kolonie wieder aufgegeben, hauptsächlich wegen der dort grassierenden Malaria.
Das heutige Port Blair wurde 1858 von den Briten gegründet. Von 1862 bis 1864 verwaltete Robert Christopher Tytler als Superintendent Port Blair.
1943 bis 1945 waren in Port Blair auch wenige Soldaten der Indian National Army und ein Chief Commissioner der Provisorischen Regierung Indiens Azad Hind (Freies Indien) unter Subhash Chandra Bose stationiert.
Das Erdbeben im Indischen Ozean 2004 richtete auch hier mittelschwere Schäden an.
Am 13. September 2024 deklarierte der indische Innenminister Amit Shah die Umbenennung von Port Blair zu Sri Vijaya Puram. Diese erfolge im Bestreben, das Land von Symbolen der Sklaverei zu befreien. Der neue Name leitet sich vom buddhistischen Reich Srivijaya ab.

## Religion
74,37 % der Bevölkerung sind Anhänger des Hinduismus; je 12,43 % sind Muslime und Christen.
1984 wurde in der Stadt das römisch-katholische Bistum Port Blair errichtet.

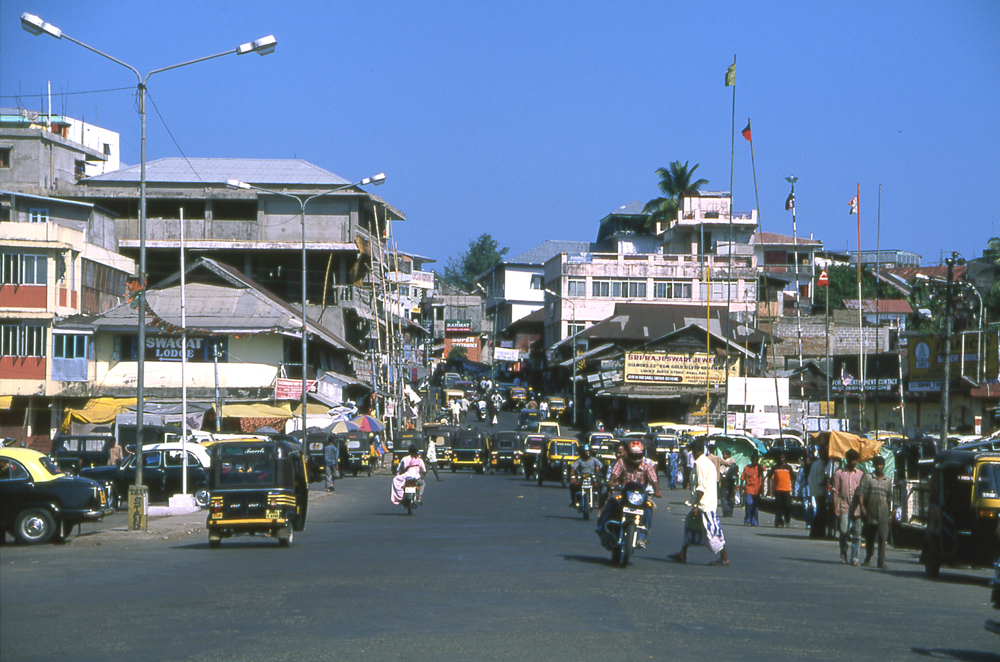
Straßenszene
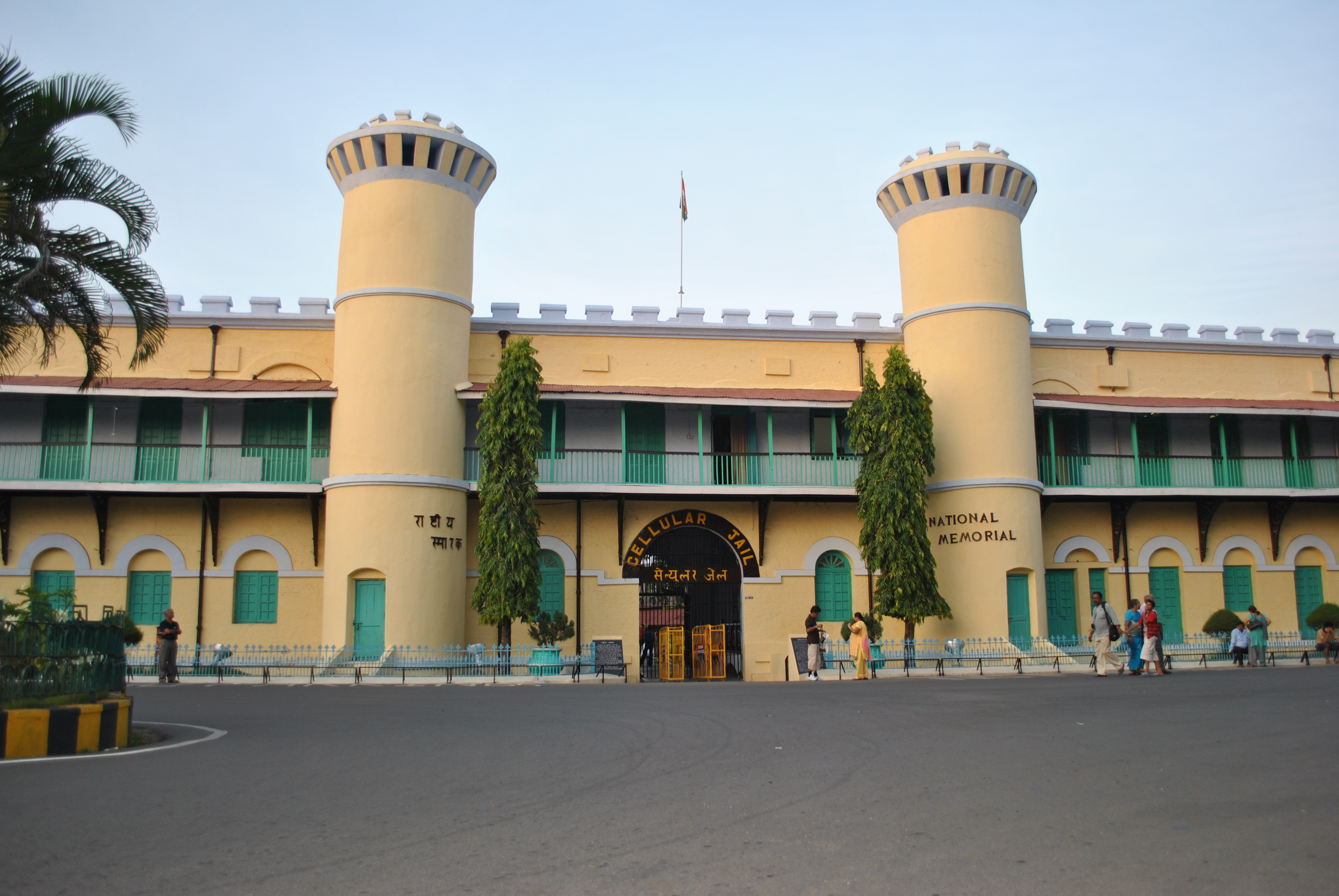
Cellular Jail

## Sehenswürdigkeiten
Zu den wenigen Sehenswürdigkeiten zählt das von den 1890er Jahren bis 1906 erbaute Gefängnis Cellular Jail, in dem man sich an die ehemaligen Häftlinge und ihre Haftbedingungen erinnern und auch eine Filmvorführung über die Stämme der Andamaneninseln ansehen kann.

## Infrastruktur
Außer dem Hafen und einer großen Basis der Indian Coast Guard im Norden der Stadt befindet sich im Süden der Flughafen Vir Savarkar Airport. Ab Mitte 2019[veraltet] soll die Hauptstadt mit dem Festland Indiens auf 13 Verbindungen mit Wasserflugzeugen verbunden werden.

## Persönlichkeiten
- Esow Alban (* 2001), Bahnradsportler

## Klimatabelle
|                       | Jan  | Feb  | Mär  | Apr  | Mai   | Jun   | Jul   | Aug   | Sep   | Okt   | Nov   | Dez   |   |         |
| Mittl. Tagesmax. (°C) | 30,3 | 31,1 | 31,9 | 32,8 | 31,4  | 30,0  | 29,6  | 29,7  | 29,4  | 30,5  | 31,0  | 30,3  | ⌀ | 30,7    |
| Mittl. Tagesmin. (°C) | 23,3 | 23,0 | 23,7 | 24,9 | 24,7  | 24,5  | 24,2  | 24,4  | 24,0  | 24,1  | 24,8  | 24,0  | ⌀ | 24,1    |
|                       |      |      |      |      |       |       |       |       |       |       |       |       |   |         |
| Niederschlag (mm)     | 47,2 | 23,4 | 68,0 | 78,4 | 461,6 | 451,9 | 422,8 | 404,0 | 522,5 | 281,9 | 168,3 | 122,3 | Σ | 3.052,3 |

| 23,3 |

| 23,0 |

| 23,7 |

| 24,9 |

| 24,7 |

| 24,5 |

| 24,2 |

| 24,4 |

| 24,0 |

| 24,1 |

| 24,8 |

| 24,0 |

| 23,3 |

| 23,0 |

| 23,7 |

| 24,9 |

| 24,7 |

| 24,5 |

| 24,2 |

| 24,4 |

| 24,0 |

| 24,1 |

| 24,8 |

| 24,0 |